# Пентасвинецгексалютеций
Пентасвинецгексалютеций — бинарное неорганическое соединение
лютеция и свинца
с формулой Lu6Pb5,
кристаллы.

## Получение
- Сплавление стехиометрических количеств чистых веществ:

{\displaystyle {\mathsf {6Lu+5Pb\ {\xrightarrow {1170^{o}C}}\ Lu_{6}Pb_{5}}}}

## Физические свойства
Пентасвинецгексалютеций образует кристаллы
ромбической сингонии, параметры ячейки a = 2,000 нм, b = 0,917 нм, c = 0,642 нм, Z = 4
.
Соединение образуется по перитектической реакции при температуре 1170°C .